# Xichangfa (köpinghuvudort i Kina, Heilongjiang Sheng, lat 46,42, long 126,69)
Xichangfa (kinesiska: 西长发, 西长发镇) är en köpinghuvudort i Kina. Den ligger i provinsen Heilongjiang, i den nordöstra delen av landet, omkring 75 kilometer norr om provinshuvudstaden Harbin. Antalet invånare är 46 429. Befolkningen består av 22 972 kvinnor och 23 457 män. Barn under 15 år utgör 13,0 %, vuxna 15-64 år 79 %, och äldre över 65 år 7,0 %.
Runt Xichangfa är det ganska tätbefolkat, med 248 invånare per kvadratkilometer. Xichangfa är det största samhället i trakten. Trakten runt Xichangfa består till största delen av jordbruksmark.
Genomsnittlig årsnederbörd är 768 millimeter. Den regnigaste månaden är juli, med i genomsnitt 204 mm nederbörd, och den torraste är januari, med 7 mm nederbörd.